# Dasytingis
Dasytingis is een geslacht van wantsen uit de familie van de Tingidae (Netwantsen). Het geslacht werd voor het eerst wetenschappelijk beschreven door Drake & Poor in 1936.

## Soorten
Het genus bevat de volgende soorten:

- Dasytingis rudis Drake & Poor, 1936
- Dasytingis semoa Drake & Lutz, 1953
- Dasytingis semota Drake & Lutz, 1953